# Кульпа
Кульпа́ (Кулна, Кулпа́; ум. 1360 — хан Золотой Орды (август 1359 — январь 1360). Происхождение неизвестно, самозванец.

## Биография
В августе 1359 года в Орде был убит хан Бердибек. Ханом стал Кульпа, объявивший себя сыном хана Джанибека, то есть братом Бердибека. Он убил часть верных прежнему хану эмиров, а против остальных начал войну. Одним из таких эмиров был темник Мамай, женатый на дочери Бердибека. Он захватил власть на правобережье Волги. Некоторые эмиры пригласили на престол Чимтая, хана Белой Орды, который отправил в Сарай своего брата, Орду-Шейха. Но он был убит по дороге. Кроме того в конце 1359 года Хизр провозгласил себя ханом в Гюлистане. Сам Кульпа был свергнут и убит с двумя сыновьями в январе 1360 года Наурузом.